# Detecon
Die Detecon International GmbH ist ein deutsches, international agierendes, auf Management- und Technologieberatung spezialisiertes Unternehmen mit Hauptsitz in Köln. Als eigenständiges Unternehmen im Konzern Deutsche Telekom fungiert Detecon als Beratungspartner für das Geschäftsfeld Advisory Services der Telekom-Tochtergesellschaft T-Systems International GmbH.

## Geschichte
Detecon wurde 1977 unter dem Namen Deutsche Telepost Consulting, als Beteiligung der Deutschen Bundespost in Bonn gegründet, um weltweit Beratungsleistungen für die Telekommunikationsindustrie mit dem Schwerpunkt Fernmeldetechnik sowie Beratungsleistungen für Logistikunternehmen anbieten zu können. Durch beamtenrechtliche Beschränkungen sah sich das Staatsunternehmen Bundespost daran gehindert, seine Fachleute im Ausland einzusetzen. Man entschied sich daher, einige Beamte zu beurlauben und in eine andere Gesellschaft zu entsenden.
Die heutige Detecon International GmbH ist am 1. August 2002 aus der Fusion mit der Diebold Deutschland GmbH entstanden.
Diebold, als älteres der beiden fusionierenden Unternehmen, wurde 1954 von John Diebold in New York City gegründet. 1959 eröffnete Diebold die ersten Niederlassungen in Deutschland. Die erste Schweizer Niederlassung wurde 1986 gegründet; zur gleichen Zeit wurde das Beratungsportfolio um Geschäftsstrategien und Prozessoptimierung erweitert. 1991 wurde die Diebold Deutschland GmbH von der Daimler-Benz-Tochter debis Systemhaus GmbH übernommen.
2002 verkaufte Daimler die debis Systemhaus an die aus der Bundespost hervorgegangene Deutsche Telekom. Die debis Systemhaus wurde in die neu gegründete Telekom-Tochter T-Systems integriert, die Beratungstochter Diebold verschmolz mit der Detecon. Muttergesellschaft des daraus hervorgegangenen Unternehmens ist die T-Systems.
Auf Basis der von Diebold neu eingebrachten Expertise und der wachsenden Bedeutung der IT- und TK-Technologien über die Grenzen der Telekommunikation hinaus berät Detecon heute Kunden aus den Branchen Telekommunikation, Finanzdienstleistungen, Gesundheitswesen, öffentlicher Sektor, Energie, Handel, Automobilindustrie und verarbeitendes Gewerbe, Reise und Transport & Logistik in den Beratungsfeldern Business Technology, Digital Operations & Performance, Digital Strategy & Innovation und Network Technology. Dabei liegt der Leistungsschwerpunkt in Beratungslösungen, die sich aus dem Einsatz von Digitalisierungstechnologien ergeben.
In Deutschland ist Detecon laut der 2023 veröffentlichten Lünendonk-Liste auf Platz 7 der führenden deutschen Unternehmensberatungen.

## Standorte
Detecon unterhält in Deutschland neben dem Kölner Hauptsitz weitere Standorte in Berlin, Dresden, Frankfurt am Main und München. Darüber hinaus betreibt das Unternehmen internationale Niederlassungen in Johannesburg (Südafrika) sowie Tochtergesellschaften in China, Dubai, Österreich, Ungarn, Schweden, Thailand, den USA und der Schweiz.

## Unternehmensentwicklung
|      | Umsatz (in Mio. EUR) | Mitarbeiter (Anzahl) |
| ---- | -------------------- | -------------------- |
| 2019 | 201,0                | 1.230                |
| 2020 | 193,5                | 1.124                |
| 2021 | 186,5                | 1.143                |
| 2022 | 214,4                | 1.217                |
| 2023 | 211,3                |                      |
| 2024 | 200,0                | 1300                 |